# Priložnostni seks
Priložnostni seks je spolna aktivnost, ki poteka zunaj romantičnega odnosa in vključuje odsotnost zavezanosti med partnerjema.
Večina religij ne odobrava spolnih odnosov izven zakonske zveze. Religiozni in nereligiozni ljudje na splošno doživljajo podobne občutke, ko govorimo o priložnostnem seksu, z večjo razliko v primerjavi med moškimi in ženskami. V nekaterih državah, kot so Pakistan, Kuvajt, Afganistan, je kakršna koli oblika spolne aktivnosti zunaj zakonske zveze nezakonita.
Študija kulture priložnostnega seksa v Združenih državah je pokazala, da priložnostni seks ne prispeva h krepitvi odnosov v prihodnosti. Na trajanje odnosa med partnerjema vpliva predvsem cilj, ki ga ljudje zasledujejo ob vstopu v odnos. Študija spolnega vedenja, ki je bila izvedena v Braziliji od leta 1998 do 2015, je pokazala, da je vrhunec priložnostnih odnosov v starosti 16–24 let. Običajna praksa je, da ljudje že na prvem zmenku ali srečanju odkrito spregovorijo o svojih priložnostnih spolnih srečanjih in osebnih pogledih na to temo. Druga študija je pokazala, da so bili kondomi uporabljeni le pri 69 od 100 spolnih stikov.
Globalni podatki od 2007 do 2017 kažejo, da se je razširjenost priložnostnega seksa med mladimi zmanjšala. Študija iz leta 2021 je ta upad pripisala zmanjšanju porabe alkohola, povečanju igranja videoiger in povečanju deleža mladih, ki živijo s starši.